# Ercole Consalvi
Ercole Consalvi (ur. 8 czerwca 1757 w Rzymie, zm. 24 stycznia 1824 tamże) – włoski kardynał.

## Życiorys
Pochodził ze szlacheckiej rodziny, był synem markiza Mario Giuseppe Consalviego i hrabiny Claudii Carandini. Po śmierci ojca w 1763 Ercole został oddany pod opiekę wuja, kardynała Andrei Negroniego. Początkowo pobierał naukę w Kolegium Pijarów, a następnie w Seminarium we Frascati, gdzie w 1776 ukończył m.in. teologię i filozofię. W latach 1776–1782 studiował jurysprudencję i historię Kościoła na Papieskiej Akademii Kościelnej, a w 1789 uzyskał tytuł doktora utroque iure na Sapienzy.
W czerwcu 1784 rozpoczął pracę w Kurii Rzymskiej, gdzie został referendarzem Najwyższego Trybunału Sygnatury Apostolskiej, następnie był członkiem jednej z Kongregacji, a od marca 1792 został członkiem trybunału Roty Rzymskiej. Współpracował także z komisją wojskową, mającą zapobiec interwencji wojsk francuskich na ziemiach Państwa Kościelnego. Kiedy armia Napoleona wkroczyła do Rzymu i proklamowała Republikę Rzymską, Consalvi został aresztowany w Zamku św. Anioła. Został potem przewieziony do Civitavecchia, następnie do Terraciny, skąd pozwolono mu pojechać do Neapolu, a potem do Florencji, by pozostać przy papieżu. W 1798 zamieszkał w Wenecji, skąd powrócił do Rzymu po dwóch latach.
Nowo wybrany papież, Pius VII, 11 sierpnia 1800 kreował Conslviego kardynałem diakonem, nadając mu kościół tytularny S. Agata alla Suburra. Tego samego dnia, Consalvi został nominowany nowym sekretarzem stanu. Jego pierwszą misją była podróż do Paryża, gdzie przybył 20 czerwca 1801 i negocjował konkordat. Po czasochłonnych obradach, osobiście sygnował dokument 15 lipca tego samego roku i dwa tygodnie później powrócił do Rzymu. Konkordat został ratyfikowany 15 sierpnia, przy sprzeciwie większości Kolegium Kardynałów. Od grudnia 1801 do zawieszenia 17 czerwca 1806 pełnił też rolę zastępcy Bibliotekarza Świętego Kościoła Rzymskiego.
21 grudnia 1801 przyjął święcenia diakonatu. Kilka dni później został proprefektem Trybunału Sygnatury Łaski, a od 6 września 1805 do 10 maja 1817 był prefektem. Był także prefektem Świętej Konsulty. Podczas podróży Piusa VII do Francji, na koronację Napoleona, Consalvi uzyskał pełne prerogatywy w Państwie Kościelnym. To za jego namową papież sprzeciwił się cesarzowi Francji, do przyłączenia się do blokady kontynentalnej Anglii, co kosztowało Consalviego stanowisko sekretarza stanu (dymisja 17 czerwca 1806). Po wkroczeniu wojsk napoleońskich do Państwa Kościelnego i aresztowaniu papieża, kardynał także został aresztowany i deportowany do Paryża 20 stycznia 1810. Wykazał tam postawę bezkompromisową wobec cesarza i odmówił udziału w ceremonii ślubnej Bonapartego i Marii Austriaczki, skutkiem czego cesarz "pozbawił" go własności i tytułu kardynalskiego oraz nakazał mu chodzić w zwykłych czarnych szatach. Skazał go także na banicję do Reims (czerwiec 1810), gdzie przebywał z kardynałem Cesare Brancadoro, aż do stycznia 1813. Po uwolnieniu, dołączył do papieża i doradził mu renegocjację konkordatu z Fontainebleau. Pius przystał na tę propozycję i nadał Consalviemu uprawnienia reprezentowania go w sprawach odzyskania ziem Państwa Kościelnego. Po ucieczce Napoleona z Elby, Ercole Consalvi został ponownie uwięziony 27 stycznia 1814 w Béziers, lecz już 2 kwietnia został uwolniony i nieco ponad dwa tygodnie później dołączył do papieża. 17 maja 1814 ponownie został mianowany sekretarzem stanu a także Bibliotekarzem Świętego Kościoła Rzymskiego i obie funkcje pełnił do śmierci Piusa VII, 20 września 1823. Wkrótce po nominacji kardynał udał się do Paryża, lecz nie zdążył na podpisanie traktatu pokojowego i nie udało mu się uzyskać zwrotu eksklaw: Awinionu i Venaissin. Następnie udał się do Londynu, gdzie spotkał się z angielskim ministrem spraw zagranicznych Robertem Stewartem, a potem wyjechał do Wiednia, by wziąć udział w tamtejszym kongresie. Kongres rozpoczął się 2 września 1814 i trwał do 9 czerwca 1815. Consalviemu udało się na nim odzyskać terytoria legackie na południe od rzeki Pad, enklawy w Pontecorvo i Benevento i wymusić na księciu Klemensie von Metternichu wycofanie stamtąd wojsk. Po zakończeniu obrad kongresu, Consalvi powrócił do Rzymu i negocjował zawarcie konkordatów z Bawarią i Sardynią w 1817 oraz z Królestwem Obojga Sycylii w 1818 i Królestwem Prus w 1821. Od lutego 1820, przez roczną kadencję pełnił funkcję kamerlinga Kolegium Kardynałów.
Po elekcji Leona XII, kardynał popadł w niełaskę. Lecz po trzech miesiącach, papież doprowadził do zgody i mianował Consalviego prefektem Kongregacji Rozkrzewiania Wiary 13 stycznia 1824. Jedenaście dni później kardynał zmarł w wyniku wysokiej gorączki.